# 森脇淳
森脇 淳（もりわき あつし、1967年8月13日 - ）は、東海テレビ放送のスポーツ局長で、元同局アナウンサー。

## 来歴・人物
岡山県吉備郡真備町（現在の倉敷市真備町）出身。岡山県立倉敷青陵高等学校を経て、早稲田大学卒業後の1990年4月1日付で、アナウンサーとして東海テレビへ入社した。
入社後はスポーツアナウンサーとして、プロ野球中継などを担当。全国ネット向けの中日ドラゴンズ主催試合（ホームゲーム）中継で実況を任される機会が多かった一方で、フジテレビ系列他局の制作による中日ビジターゲーム中継でのベンチリポートや、他のスポーツ中継で応援実況を担当することもあった。
2004年には、第20回FNSアナウンス大賞で大賞を受賞した。第34回春の高校バレー・三重県大会決勝（松阪商業対津商業）中継での実況が評価されたことによる。その一方で、2022年からは、東海テレビに籍を置きながら、『東海ラジオ　ガッツナイター』の中日ドラゴンズ主催試合（バンテリンドーム ナゴヤ）の東海ローカル向け中継でも実況やベンチリポートを随時担当していた。
東海テレビのアナウンス部では副部長にまで昇進していたが、2023年6月24日の中日対東京ヤクルトスワローズ戦（バンテリンドーム ナゴヤ）テレビ中継での実況をもって、スポーツ実況を含むアナウンス業務から離脱。同月27日付で、アナウンス部からスポーツ局長へ異動した。

## アナウンサー時代の担当番組
- スポーツ実況（プロ野球・中日ドラゴンズ戦、バレーボール、名古屋ウィメンズマラソンなど）
  - enjoy! Baseball live（全国ネット時のタイトル。ビジターチームの地元放送局との2局ネット時も同様。ローカル中継では『DRAGONS BASEBALL L!VE（西暦）』）
  - 三重テレビナイター（三重テレビ）
  - J SPORTS STADIUM（J SPORTS、中日戦の地上波が東海テレビ、三重テレビの場合担当）
  - 東海ラジオ　ガッツナイター（東海ラジオ）
    - 東海テレビの現職アナウンサーでは初めて、2022年5月18日の中日対DeNAナイトゲーム中継でベンチリポート、同年8月21日の中日対ヤクルトデーゲーム中継（いずれもバンテリンドーム ナゴヤ）で実況を担当[2]。
- ドラゴンズHOTスタジオ
- 権藤 ゴンドウ 雨、ゴンドウ ～壊れた肩が築いた“教えない教え”～（プロデューサー 2019年12月28日放送）[3]。
- 実況格闘（フジテレビ、2003年12月30日）

## 主な実況歴
- 中日新聞杯（1997年, 1998年）
- 中京記念（2001年, 2002年）
- 金鯱賞（1999年）
- 中日スポーツ賞4歳ステークス（1996年, 1997年, 1999年）
- CBC賞（1997年）
- ウインターステークス→東海ステークス（1994年 - 1996年, 2000年, 2001年）

## 実況を担当した代表的な試合
- 1999年の秋の『ワールドカップバレーボール　日本vs中国戦』
- 2003年の秋の『ワールドカップバレーボール　日本vsアメリカ戦』
- 2004年の日本シリーズ　『中日ドラゴンズVS西武ライオンズ・第2戦』
- 2006年9月16日-中日ドラゴンズ対阪神タイガース戦、山本昌投手が球界最年長となるノーヒットノーランの試合（そのときの映像）。
- 2007年10月30日-『日本シリーズ・中日ドラゴンズ対北海道日本ハムファイターズ』第3戦
- 2007年の秋の『ワールドカップバレーボール　日本vsアメリカ戦』
- 2010年10月23日-『セ・リーグクライマックスシリーズ・セカンドステージ 中日ドラゴンズ対読売ジャイアンツ』第4戦（9回裏に和田一浩のサヨナラヒットで日本シリーズ進出を決めた試合）
- 2010年11月6日-『第61回日本選手権シリーズ 中日ドラゴンズ対千葉ロッテマリーンズ』第6戦（日本シリーズ史上最長試合。第7戦はリポーター担当）
- 2011年2月27日-『第5回東京マラソン』
- 2011年11月15日- 『日本シリーズ・中日ドラゴンズ対福岡ソフトバンクホークス』第3戦（なお、フジテレビ・テレビ西日本制作である福岡Yahoo!JAPANドームでの第1戦では中日サイドのリポートを担当した）
- 2011年11月21日- 『ワールドカップバレーボール　日本vsアルゼンチン戦』
- 2012年3月11日-『名古屋ウィメンズマラソン2012』
- 2017年6月3日- 中日ドラゴンズ対東北楽天ゴールデンイーグルス戦、荒木雅博選手の通算2000本安打達成試合
- 2019年9月14日‐中日ドラゴンズ対阪神タイガース戦、大野雄大投手のノーヒットノーラン達成試合（この試合では山本昌が解説だった）[4]。